# Високівська сільська рада (Зіньківський район)
Високівська сільська рада — колишній орган місцевого самоврядування у Зінківському районі Полтавської області з центром у селі Високе.

## Населені пункти
Сільраді були підпорядковані населені пункти:
- c. Високе